# Cerianthidae
Famille
Les Cerianthidae sont une famille de cnidaires anthozoaires de l'ordre des Ceriantharia selon certaines classifications, de l'ordre des Spirularia selon WoRMS.

## Liste des genres
Selon World Register of Marine Species (19 mars 2015) :
- genre Anthoactis Leloup, 1932 — 3 espèces
- genre Apiactis Beneden, 1897 — 3 espèces
- genre Bursanthus Leloup, 1968 — 1 espèce
- genre Ceriantheomorphe Carlgren, 1931 — 2 espèces
- genre Ceriantheopsis Carlgren, 1912 — 3 espèces
- genre Cerianthus Delle Chiaje, 1830 — 19 espèces (genre-type)
- genre Engodactylactis Leloup, 1942 — 1 espèce
- genre Isodactylactis Carlgren, 1924 — 8 espèces
- genre Nautanthus Leloup, 1964 — 1 espèce
- genre Pachycerianthus Roule, 1904 — 15 espèces
- genre Paradactylactis Carlgren, 1924 — 1 espèce
- genre Parovactis Leloup, 1964 — 1 espèce
- genre Peponactis Van Beneden, 1897 — 1 espèce
- genre Plesiodactylactis Leloup, 1942 — 1 espèce
- genre Sacculactis Leloup, 1964 — 1 espèce
- genre Solasteractis Van Beneden, 1897 — 1 espèce
- genre Synarachnactis Carlgren, 1924 — 2 espèces
- genre Syndactylactis Carlgren, 1924 — 6 espèces
- genre Trichactis Leloup, 1964 — 1 espèce

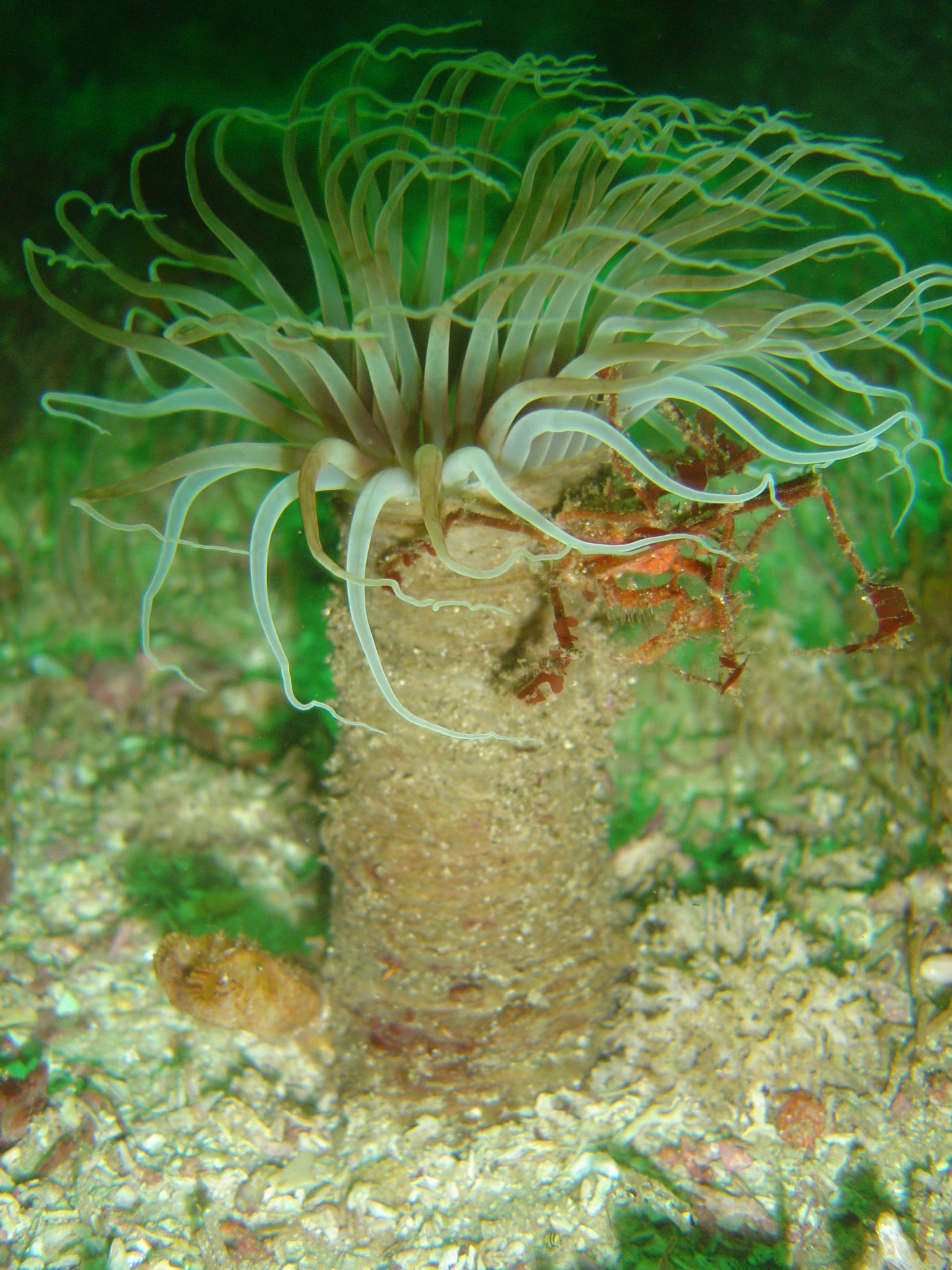
Ceriantheopsis austroafricanus
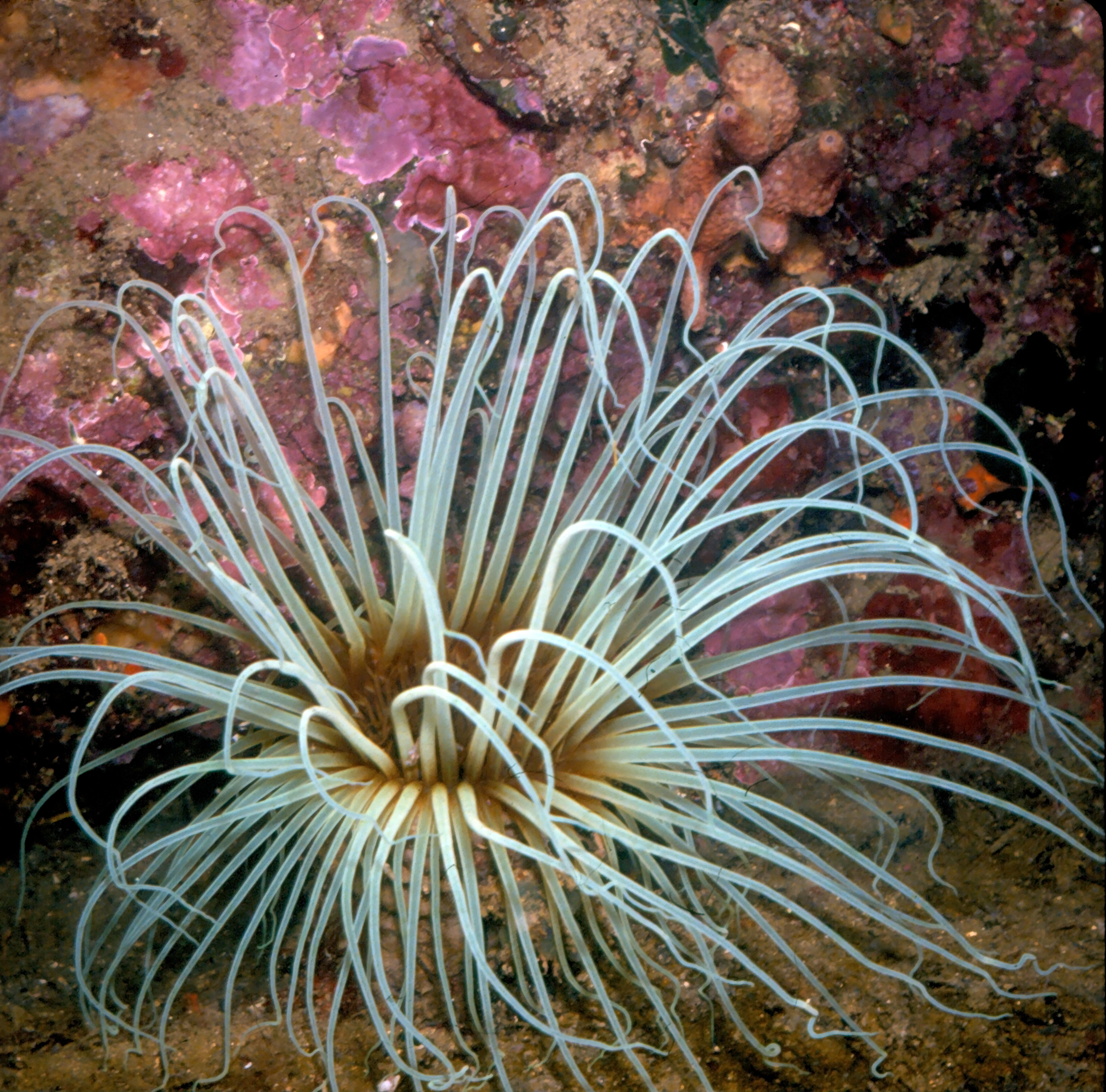
Cerianthus membranaceus
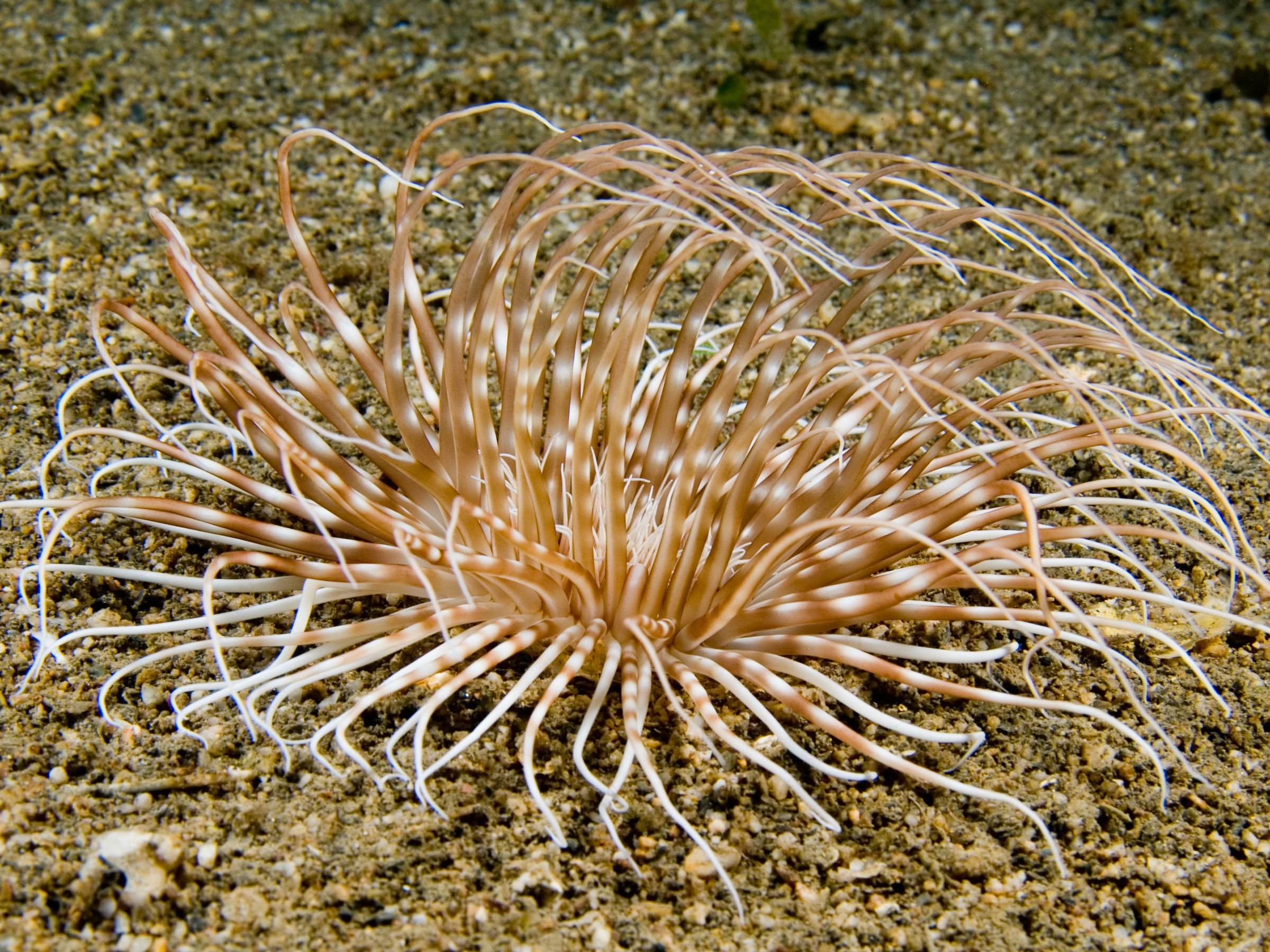
Pachycerianthus maua
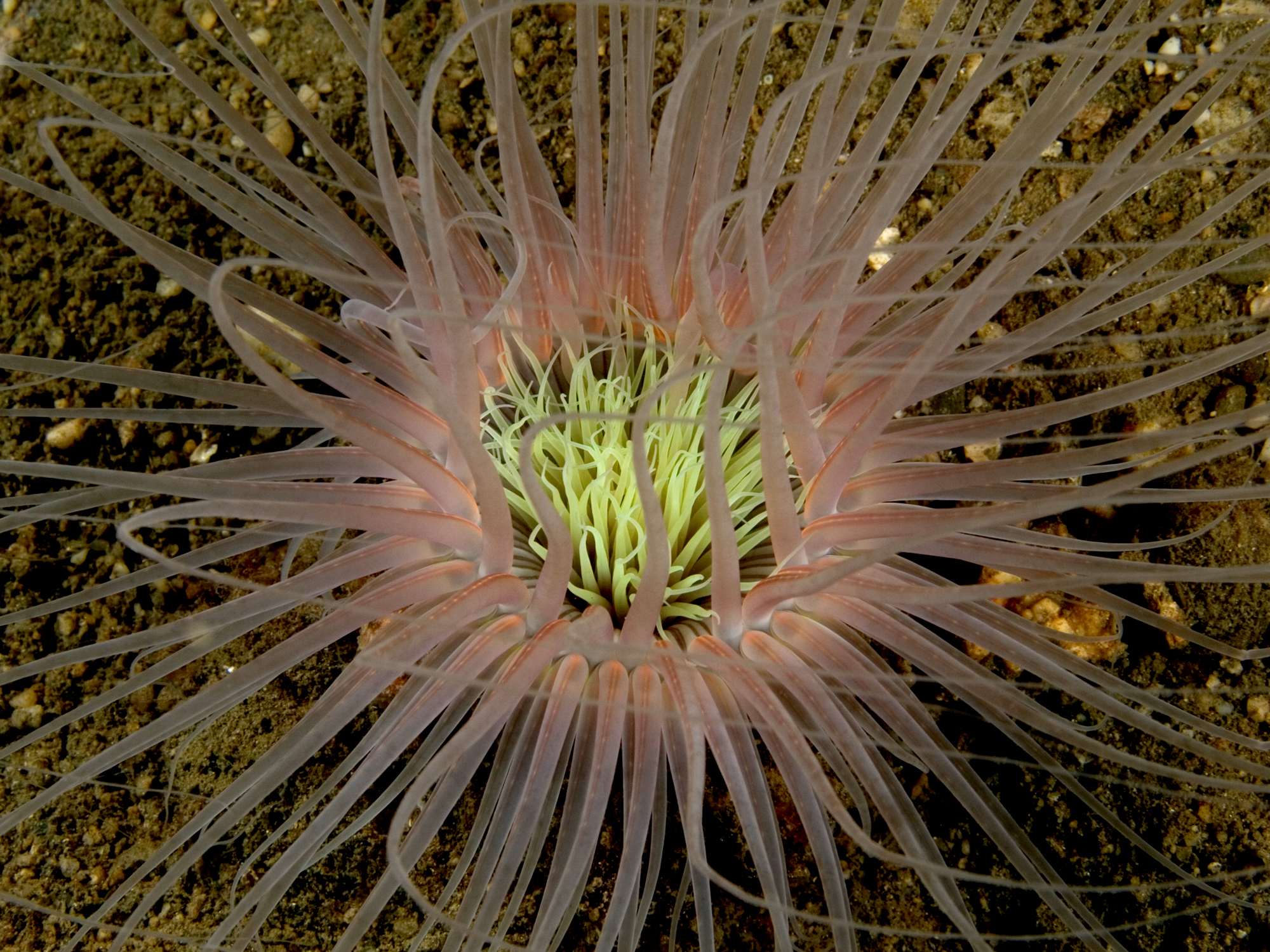
Cerianthus sp.